# Ryuthela iheyana
Ryuthela iheyana är en spindelart som beskrevs av Ono 2002. Ryuthela iheyana ingår i släktet Ryuthela och familjen ledspindlar. Inga underarter finns listade i Catalogue of Life.